# دافنه اردن
دافنه اردن (انگلیسی: Daphne Arden؛ زادهٔ ۲۹ دسامبر ۱۹۴۱) دونده اهل بریتانیا است.